# Ньюболд, Уолтон
Джон Тернер Уолтон Ньюболд (англ. Walton Newbold; 8 мая 1888 — 20 февраля 1943) — британский левый политический деятель, литератор, экономист. Первый депутат британского парламента, избранный от Коммунистической партии.

## Биография
Родился 8 мая 1888 в деревне Калчет, Ланкашир. Учился в Бакстонском колледже и Манчестерском университете. По окончании университета преподавал историю и политические науки, участвовал в исследованиях в области развития промышленности и экономики.
Вступил в Фабианское общество, с 1908 был членом Лейбористской партии, с 1910 — Независимой рабочей партии. В годы Первой мировой войны занимал пацифистские позиции, состоял в «Обществе против призыва». В 1917 вошёл в состав марксистского издательства Союз плебса и в Британскую социалистическую партию.
В 1921 году вышел из НРП и вступил в Коммунистическую партию Великобритании, войдя в её первый ЦК.
В 1922 году был избран в парламент в Палату общин от округа Мотеруэлл. Несмотря на то, что избирался при поддержке Лейбористской партии, Ньюболд был первым среди британских коммунистов, кто выступил на выборах как «коммунист», и таким образом стал первым в Англии коммунистическим депутатом. На заседаниях парламента он занимал место отдельно от депутатов Лейбористской партии и часто выделялся среди прочих скромной поношенной одеждой. На выборах 1923 года не был переизбран.
В 1923 году принимал участие в IV конгрессе Коминтерна и был выбран в Исполком Коминтерна.
В 1924 году вышел из компартии и вернулся в Лейбористскую партию. В 1928 вступил в Социал-демократическую федерацию и в 1928—1931 редактировал её печатный орган «Социал-демократ». В 1931 возглавил Национально-лейбористскую организацию.